# Kamienna-Wieś
Kamienna-Wieś (do 2008 Kamienna) – wieś w Polsce położona w województwie łódzkim, w powiecie sieradzkim, w gminie Błaszki, w odległości 4 km na zachód od Błaszek, przy szosie do Kalisza. Do 2007 roku nosiła nazwę Kamienna.

## Części wsi
| SIMC    | Nazwa     | Rodzaj    |
| ------- | --------- | --------- |
| 0698093 | Józefka   | część wsi |
| 0698101 | Kobylarka | część wsi |

## Historia
Wieś wzmiankowana już w 1391 r., stanowiła własność królewską w woj. kaliskim jako Camona. Przed 1411 r. siedziba parafii – w źródłach występuje pleban Michał, posesor Benek i jego brat Camona de Coludowo (z Kamiennej i Kołdowa). U Jana Łaskiego parafia wspólnie z Iwanowicami. Samodzielność parafii zlikwidował abp Jan Gruszczyński (z Gruszczyc) w II poł. XV w. i włączył ją do nowo erygowanej parafii w Iwanowicach, będącej jego własnością. Odtąd drewniany kościół w Kamiennej stał się filialnym.
W XV w. wieś była własnością Nałęczów, którzy przyjęli nazwisko Kamińskich. W 1579 r. posesorem wsi był J. Wawrowski. W 1616 r. dzierżawcą Kamiennej był St. Rudnicki herbu Lis. W II poł. XVIII w. wieś była własnością Cieleckich h. Zaremba: Macieja – stolnika inowrocławskiego, starosty zgierskiego i jego syna Andrzeja, także starosty zgierskiego, który sprzedał ją 2 maja 1804 r. Pawłowi Byszewskiemu h. Jastrzębiec. Po śmierci Byszewskiego, w następstwie przeprowadzonych działów majątkowych, właścicielką została Leonora Marianna z Byszewskich Walewska, która 14 września 1861 r. dobra te sprzedała Feliksowi Leszczyńskiemu. W latach 1867–1898 wieś była własnością Habdank Kruszewskich: Stanisława i Romana, którzy sprzedali ją Żydom, a ci przeprowadzili parcelację wsi. Wcześniej, bo w 1872 r., odłączono pozostałość folwarku Brzozowiec (dawniej Brzozowice), który został sprzedany M. Arnoldowi – właścicielowi posiadłości błaszkowskiej.
W latach 1975–1998 miejscowość należała administracyjnie do województwa sieradzkiego.

## Zabytki
W głębi wsi, w kępie drzew modrzewiowy filialny kościół Św. Trójcy (nr rej.: kl.IV-73/99/54 z 12.06.1954) z ok. 1595 z gontowym dachem z sygnaturką. Pierwotnie był usytuowany ok. 500 m w kierunku Iwanowic, w sąsiedztwie zabudowań dworskich. Jest to budowla konstrukcji zrębowej, jednonawowa, oszalowana. Ołtarz główny późnorenesansowy z 1613 r., w nim: malowane na desce obrazy MB z Dzieciątkiem, św. Elżbiety, św. Zuzanny i Koronacji Marii. Dwa ołtarze boczne w stylu rokoko z ok. 1789 r. z wizerunkami świętych: Małgorzaty, Jana Nepomucena, Macieja, i Anioła Stróża. Ambona drewniana, polichromowana, rokokowa z 2 poł. XVIII w. Na desce tęczowej barokowy krucyfiks z 2. poł XVIII w. Tabernakulum rokokowe. W kościele ponadto liczne przykłady ludowego rzemiosła stolarskiego i kowalskiego. Zwiedzanie jest możliwe po uzyskaniu zgody ks. proboszcza z pobliskich Iwanowic.